# Kareena Kapoor
Kareena Kapoor (en hindi करीना कपूर) (Bombai, 21 de setembre de 1980), també coneguda amb el malnom de Bebo, és una actriu índia del cinema de Bollywood. Durant la seva carrera, Kapoor ha estat nominada nou vegades als premis Filmfare, i n'ha rebut sis, i ha actuat en grans superproduccions de diversos gèneres, incloent-hi drames romàntics contemporanis, comèdies i pel·lícules històriques, tot i que també ha participat en petites produccions independents.

## Nota biogràfica
Nascuda en una família on els seus pares, Randhir Kapoor i Babita, i la seva germana gran, Karisma Kapoor, ja eren actors reconeguts, Kareena va atreure l'atenció de la premsa des de petita, però no va debutar com a actriu fins a l'any 2000 amb la pel·lícula Refugee. L'any següent va obtenir un rol secundari en el melodrama Kabhi Khushi Kabhie Gham, la pel·lícula índia més taquillera a l'estranger d'aquell any, que la va propulsar a la fama. Després de rebre crítiques negatives a causa d'una sèrie de papers repetitius, Kapoor va acceptar rols més exigents per evitar de restar encasellada. El punt d'inflexió en la seva carrera va ser la seva interpretació d'una treballadora sexual a Chameli (2004), per la qual va ser molt apreciada pels crítics en mostrar una major versatilitat com a actriu. Aquesta versatilitat va confirmar-se posteriorment en obres com Dev (2004) i Omkara (2006).
El 2007, Kapoor va rebre el Filmfare Award a la millor actriu per la seva actuació a Jab We Met, una comèdia romàntica dirigida per Imtiaz Ali. També va ser la protagonista femenina de la pel·lícula de suspens Kurban (2009), per la qual va rebre els elogis de la crítica, i del drama de 3 Idiots (2009), que es va convertir en la pel·lícula més taquillera de Bollywood de tots els temps. Així, Kapoor s'ha convertit en una de les actrius més importants de la indústria del cinema hindi.
A més de treballar pel cinema, Kapoor actua regularment al teatre i ha llançat la seva pròpia línia de roba. La seva vida privada, incloent-hi la seva relació amb l'actor Saif Ali Khan, és un tema d'àmplia cobertura mediàtica a l'Índia.

## Filmografia
| Any  | Títol                       | paper                   | Notes                                                                                        |
| ---- | --------------------------- | ----------------------- | -------------------------------------------------------------------------------------------- |
| 2000 | Refugee                     | Nazneen "Naaz" Ahmed    | Filmfare Award a la millor actriu debutant                                                   |
| 2001 | Mujhe Kucch Kehna Hai       | Pooja Saxena            |                                                                                              |
| 2001 | Yaadein                     | Isha Singh Puri         |                                                                                              |
| 2001 | Ajnabee                     | Priya Malhotra          |                                                                                              |
| 2001 | Aśoka                       | Kaurwaki                | Nominada − Filmfare Award a la millor actriu                                                 |
| 2001 | Kabhi Khushi Kabhie Gham... | Pooja "Poo" Sharma      | Nominada − Filmfare Award a la millor actriu secundària                                      |
| 2002 | Mujhse Dosti Karoge!        | Tina Kapoor             |                                                                                              |
| 2002 | Jeena Sirf Merre Liye       | Pooja / Pinky           |                                                                                              |
| 2003 | Talaash: The Hunt Begins... | Tina                    |                                                                                              |
| 2003 | Khushi                      | Khushi Singh (Lali)     |                                                                                              |
| 2003 | Main Prem Ki Diwani Hoon    | Sanjana                 |                                                                                              |
| 2003 | LOC Kargil                  | Simran                  |                                                                                              |
| 2004 | Chameli                     | Chameli                 | Filmfare Award for Special Performance                                                       |
| 2004 | Yuva                        | Mira                    |                                                                                              |
| 2004 | Dev                         | Aaliya                  | Filmfare Award de la crítica a la millor actriu                                              |
| 2004 | Fida                        | Neha Mehra              |                                                                                              |
| 2004 | Aitraaz                     | Priya Saxena / Malhotra |                                                                                              |
| 2004 | Hulchul                     | Anjali                  |                                                                                              |
| 2005 | Bewafaa                     | Anjali Sahai            |                                                                                              |
| 2005 | Kyon Ki                     | Dr. Tanvi Khurana       |                                                                                              |
| 2005 | Dosti: Friends Forever      | Anjali                  |                                                                                              |
| 2006 | 36 China Town               | Priya                   |                                                                                              |
| 2006 | Chup Chup Ke                | Shruti                  |                                                                                              |
| 2006 | Omkara                      | Dolly Mishra            | Filmfare Award de la crítica a la millor actriu Nominada − Filmfare Award a la millor actriu |
| 2006 | Don: The Chase Begins Again | Kamini                  | Cameo                                                                                        |
| 2007 | Kya Love Story Hai          | ella mateixa            | Aparició a la cançó It's Rocking                                                             |
| 2007 | Jab We Met                  | Geet Dhillon            | Filmfare Award a la millor actriu                                                            |
| 2008 | Halla Bol                   | ella mateixa            | Aparició especial                                                                            |
| 2008 | Tashan                      | Pooja Singh             |                                                                                              |
| 2008 | Roadside Romeo              | Laila                   | Voice                                                                                        |
| 2008 | Golmaal Returns             | Ekta                    |                                                                                              |
| 2009 | Luck by Chance              | ella mateixa            | Aparició especial                                                                            |
| 2009 | Billu                       | ella mateixa            | Aparició a la cançó Marjaani                                                                 |
| 2009 | Kambakkht Ishq              | Simrita Rai             |                                                                                              |
| 2009 | Main Aurr Mrs Khanna        | Raina Khanna            |                                                                                              |
| 2009 | Kurbaan                     | Avantika Ahuja / Khan   | Nominada − Filmfare Award a la millor actriu                                                 |
| 2009 | 3 Idiots                    | Pia Sahastrabudhhe      | Nominada − Filmfare Award a la millor actriu                                                 |
| 2010 | Milenge Milenge             | Priya Malhotra          |                                                                                              |
| 2010 | We Are Family               | Shreya Arora            | Filmfare Award a la millor actriu secundària                                                 |
| 2010 | Golmaal 3                   | Daboo                   | Nominada − Filmfare Award a la millor actriu                                                 |
| 2011 | Bodyguard                   | Divya                   |                                                                                              |
| 2011 | Ra.One                      | Sonia Subramaniam       |                                                                                              |